# Pépito
Pour les articles homonymes, voir Pépito (homonymie).
Pépito est un personnage de bande dessinée créé par Luciano Bottaro en 1951, dans Gaie Fantasie. Il est publié ensuite en 1952 dans Cucciolo, avant d'avoir son propre journal, en 1955-1956, chez l'éditeur Renato Bianconi. Carlo Chendi écrit parfois des scénarios tandis que Franco Aloisi, Carlo Cossio, Guido Scala, Lellbach, Giorgio Rebuffi, Luciano Capitanio, Ferdinando Fusco dessinent aussi le personnage.
Pépito est un gentil petit corsaire à la frimousse rondouillarde coiffé d'un grand chapeau orné d'une tête de mort. Il est en lutte contre le méchant gouverneur Hernandez de la Banane (surnommé tantôt « Sa Ventripotence » tantôt « Sa Corpulence », ou encore « La Mortadelle à Pattes » en raison de son tour de taille) qui, assisté du diabolique inventeur Scartoff, fait régner l'injustice sur l'île de Las Ananas. À bord de son navire « la Cacahouète », il est aidé dans cette tâche par son second Crochette, les flibustiers Ventempoupe et La Merluche et un perroquet très bavard, Bec-de-Fer, auquel se joint, au gré des aventures, un singe nommé tantôt Perruche (histoire L'île aux singes) tantôt Pancrace (histoire La marmite volante). 

## En France

### Revue
Publié par Sagédition dans sa propre revue à partir de juin 1954, Pépito est l'un des plus grands succès de la bande dessinée en petit format.
- Pépito 1re série : 249 numéros de juin 1954 à juillet 1965
- Pépito 2e série : 28 numéros de mars 1965 à avril 1966
- Pépito 3e série : 12 numéros de juillet 1973 à décembre 1976
- Pépito Magazine : 34 numéros de juillet 1973 à décembre 1981

### Albums
En album, la vie de Pépito se découpe en plusieurs grandes périodes. Sagédition a d'abord publié plusieurs albums :
- Le Trésor de Pépito, Sagédition, 1973.
- Coups de tête et..coups de canons, Sagédition, 1974.
- Le Trésor des Biftèques / Le Poulpe à vapeur, Sagédition, 1978.
- L'Île aux singes - Les pygmées rouges, Sagédition, 1979.
- Le Meilleur de Pépito, Sagédition, 1983.

À partir de 1982, plusieurs autres éditeurs ont tenté de publier des aventures du petit corsaire. Réalisées de manière chaotique, ces diverses éditions n'ont jamais connu de suite :
- Pépito - 9 histoires palpitantes, préface de François Corteggiani, Futuropolis, 1982.
- Pépito, supplément au Haga n°50, Haga, 1982.
- Pépito, Vents d'Ouest, collection Les classiques du rire, 1995.
- Les Voyages de Pépito, Roland Jouve, 2006.

En 2012 les éditions Cornélius publient le premier tome d'une anthologie en trois volumes annoncée depuis plusieurs années, lançant ainsi la première réédition d'ampleur du héros fétiche de Bottaro.
- Tome 1, préface de David Amram, éditions Cornélius, août 2012.

## Danone
Le groupe Danone, ayant acheté le personnage de Pépito à Sagédition (ancien éditeur du personnage) pour en faire la mascotte de ses biscuits du même nom, a un temps interdit à l'auteur de poursuivre les aventures de son personnage fétiche. Malgré un procès perdu en première instance par Danone, le groupe agro-alimentaire a conclu avec Bottaro un accord interdisant à ce dernier toute exploitation dérivée du personnage, empêchant notamment la production d'un film préparé par Canal+. Ce procès a beaucoup affecté Luciano Bottaro dans les dernières années de sa vie.